# Arthur Burks
Arthur Walter Burks (Duluth, Minnesota, 13 de outubro de 1915 — Ann Arbor, Michigan, 14 de maio de 2008) foi um matemático americano.
Na década de 1940 foi engenheiro sênior no projeto que contribuiu para a construção do ENIAC, o primeiro computador digital eletrônico de grande escala.